# Кольчак Яків Харитонович
Кольча́к Я́ків Харито́нович (25 грудня 1918 — 7 березня 1955) — учасник Другої світової війни, навідник гармати, рядовий, Герой Радянського Союзу (1941). Перший артилерист, удостоєний звання Героя Радянського Союзу у німецько-радянській війні.

## Біографія
Народився 25 грудня 1918 року в селі Ракове Вознесенського району Миколаївської області в селянській родині. Українець. Член ВКП(б) з 1948 року.
Після закінчення 5 класів школи працював бригадиром чабанів у колгоспі села Саханське Ширяївського району Одеської області.
Призваний до лав РСЧА у 1940 році. Учасник німецько-радянської війни з червня 1941 року. Воював на Південному ті 3-му Українському фронтах.
Навідник гармати 680-го стрілецького полку 169-ї стрілецької дивізії 18-ї армії Південного фронту червоноармієць Я. Х. Кольчак особливо відзначився під час оборонних боїв поблизу містечка Нова Ушиця Хмельницької області. 13 липня 1941 року в бою на околиці села Філянівка підпустив ворога на 150 метрів та знищив два танки супротивника. Після того, як обслуга гармати вийшла з ладу, навідник Я. Х. Кольчак самотужки знищив ще два ворожих танки і вів бій доти, доки його гармату не розчавили німецькі танки, що прорвались на позиції. Отримавши важке поранення, тривалий час перебував у шпиталі.
Після одужання продовжив свій бойовий шлях. У 1944—1945 роках був старшиною 116-го стрілецького полку.
Після війни Я. Х. Кольчак демобілізувався. Жив у рідному селі, працював керуючим відділком радгоспу, головою колгоспу «Перемога». У 1953 році закінчив трирічну школу агрономів.
З 1948 по 1955 роки обирався депутатом Миколаївської обласної ради.
Помер 7 березня 1955 року. Похований у селі Воронівка.

## Нагороди
Указом Президії Верховної Ради СРСР від 2 серпня 1941 року рядовому Кольчаку Яківу Харитоновичу присвоєне звання Героя Радянського Союзу з врученням ордена Леніна і медалі «Золота Зірка» (№ 3180).
Також нагороджений орденом Червоної Зірки, медалями.

## Пам'ять
У селищі міського типу Нова Ушиця Хмельницької області одну з вулиць названо ім'ям Я. Х. Кольчака й встановлено обеліск.